# Svatý rok 1400
Svatý rok 1400 (4. řádné univerzální jubileum) byl vyhlášen Bonifácem IX.,  který porušil ustanovení papeže Urbana IV. slavit Svatý rok až v roce 1423. Z toho důvodu se někdy se nezapočítává mezi Svaté roky.

## Příprava Svatého roku 1400
Když se přiblížil rok 1400 nebylo jisté, zda se bude konat v Římě Svatý rok, protože evropský kontinent prožíval neklidné období velkého papežského schismatu. Někteří církevní představitelé té doby chtěli dodržet ustanovení Urbana IV. a slavit Svatý rok každých 33 let (podle Kristových let) v návaznosti na Svatý rok 1390, jiní se přidržovali rozhodnutí Klementa VI., který stanovil slavit Svatý rok každých 50 let. Nicméně atmosféra byla v tehdejším světě taková, že touha slavit Svatý rok se projevovala silně i mimo klerikální kruhy. Evropané mnoha zemí si tou dobou silně uvědomovali příchod nového století, ale byli znejištěni, protože Bonifác IX. Svatý rok dopředu neohlásil. Politická situace byla v Římě před rokem 1400 nestálá.
Již od roku 1399 se začala severní Itálie hemžit lidmi oděnými v bílé haleny a kápě. Tyto osoby chodily od města k městu s kříži, veřejně se bičovaly, konali dlouhé modlitby a vyzývali k pokání a konání skutků milosrdenství. Počátkem roku 1400 dorazily tyto skupinky do Říma a žádali na papeži Bonifáci IX. odpustky Svatého roku. Římský kronikář v té době zaznamenal, že Bonifác IX. byl zpočátku k tomuto podivuhodnému charismatickému hnutí zdrženlivý, avšak když se k hnutí přidávala i mocná knížata, jako byl např. Mikuláš d'Este z Ferrary, Carlo Malatesta z Rimini, Carlo Gonzaga, ba i biskupové, a papež také spatřil jak obyvatelé Říma jsou tímto příkladem strháváni k modlitbě a pokání, jubilejní odpustky potvrdil.
Správnost úmyslu potvrdilo i to, že když 15. ledna 1400 přepadla Řím uprostřed noci vojska knížat Colonnů z Palestriny, kteří stranili avignonskému papeži, s výkřikem „Smrt tyranu Bonifáci!“, a papež se musel uchýlit do Andělského hradu, římský lid se k okupantům nepřidal a ti museli zase s ostudou odtáhnout. Protože však i v avignonské obedienci nakonec uznávali rozhodnutí papeže Bonifáce VIII. slavit Svatý rok každých 100 let, obrátilo se nakonec rozhodnutí slavit Svatý rok 1400, i když v rozporu s rozhodnutím Urbana IV., ve prospěch Bonifáce IX.

## Průběh

### Legendy Svatého roku
Pravděpodobně i kdyby nebyla vydána zvláštní papežská bula, rok 1400 by vzbudil pozornost. Nepořádky v církvi i očekávání zrodu nové doby a neustálé války byly silným impulsem k pouti do Říma, když už nebylo možné putovat na posvátná místa ve Svaté zemi, která již byla v držení muslimů. Mezi poutníky kolovaly zprávy, že je mezi nimi i nový budoucí papež, který urovná rozkol v církvi. Jedno z proroctví dokonce uvádělo, že tento budoucí papež má knihu, která nemůže a nemá být otevřena, leč na oltáři nad hrobem svatého Petra v Římě. V této knize se prý praví, jaký život bude následovat po roce 1400. Je v ní údajně uvedeno, že v roce 1400 nastane po celém světě mír a že římská církev se dočká velkého triumfu.

### Obchod a Svatá brána
Tzv. „bílí poutníci“ oděni do bílých halen a kápí udali této jubilejní události ještě jeden aspekt. Kolovaly totiž mezi nimi také obchodní listy kupeckého charakteru, které dávají tušit i ekonomický přínos poutí Svatého roku. Díky neznámému obchodnímu zástupci se zachovala zpráva, kterou píše z Říma 28. března Štěpánu di Bonaccorso do Pisy: „Byla otevřena tady, ve Svatém Janu v Lateráně, jedna brána, která nebyla otevřena 50 let: kdo jí projde třicetkrát od jednoho konce na druhý, získá prý odpuštění trestu a viny. A je to jako zázrak: lidé jí procházejí. Ve Svatém roce, jenž byl, nebo se konal před deseti lety, ona brána se neotevřela, poněvadž si to papež nepřál. Chceš-li tedy vejít do ráje, přijď. Nechť je Kristus s tebou.“ Tato zpráva neznámého kupce je první věrohodnou dochovanou zprávou o otevření Svaté brány. Její původ se často kladl až do roku 1423, ale ze zprávy vyplývá, že Svatá brána byla otevřena již jednou předtím, a to v roce 1350. Tehdy to zřejmě bylo opravdu poprvé.
Ze zprávy je také zřejmé, že podmínkou byla návštěva baziliky, ne projití Svatou branou, protože ostatní římské baziliky ji dosud neměly. Svědectví dosvědčuje zároveň již zažitou praxi návštěv římských bazilik a o Svaté bráně se papežské buly ještě nezmiňují.

### Reakce
Francouzský král Karel VI., který podporoval avignonského papeže reagoval tak, že vydal nařízení o zákazu pouti do Říma na jubilejní pouť pod trestem uvěznění. Jenže francouzští poutníci si našli cestičky, jak tento králův zákaz obejít a tak týž, již zmiňovaný obchodní zástupce, napsal z Říma kupci Františkovi, synu Marka Datiniho do Prata: „Z deseti je devět Francouzů a je vidět a slyšet... Je tu mnoho lidí a očekává se ještě více.“

### Poutníci z Čech
Z Čech přišlo na Svatý rok 1400 velké množství poutníků. Někteří se tehdy mohli zúčastnit i pohřbu třetího pražského arcibiskupa Jana z Jenštejna v římské bazilice svaté Praxedy. Byl po nucené rezignaci na svůj pražský úřad nucen uchýlit se do Říma a zemřel v průběhu Svatého roku 17. června na svátek Božího Těla. Jeho hrob byl opatřen nápisem: „Modlete se za něho a čiňte pokání“, což připomínalo výkřiky bíle oděných poutníků roku 1400.

## Patnácté století
Viz též: Svatý rok 1423
Patnácté století nastalo a přiblížil se rok 1423. Křesťanským světem proběhla vlna napjatého očekávání. Platilo-li dosud ustanovení papeže Urbana VI. o slavení Svatého roku každých třiatřicet let na památku pozemského života Spasitelova, pak měl být vyhlášen na rok 1423. Mnozí ani nečekali na rozhodnutí papeže Martina V. a počátkem onoho roku se daly do pohybu davy poutníků směřujících do Říma. Přes války a rozbroje velké odpuštění jubilejních let nepřestávalo fascinovat věřící uvědomující si svou hříšnost. Byli to však většinou lidé prostí.

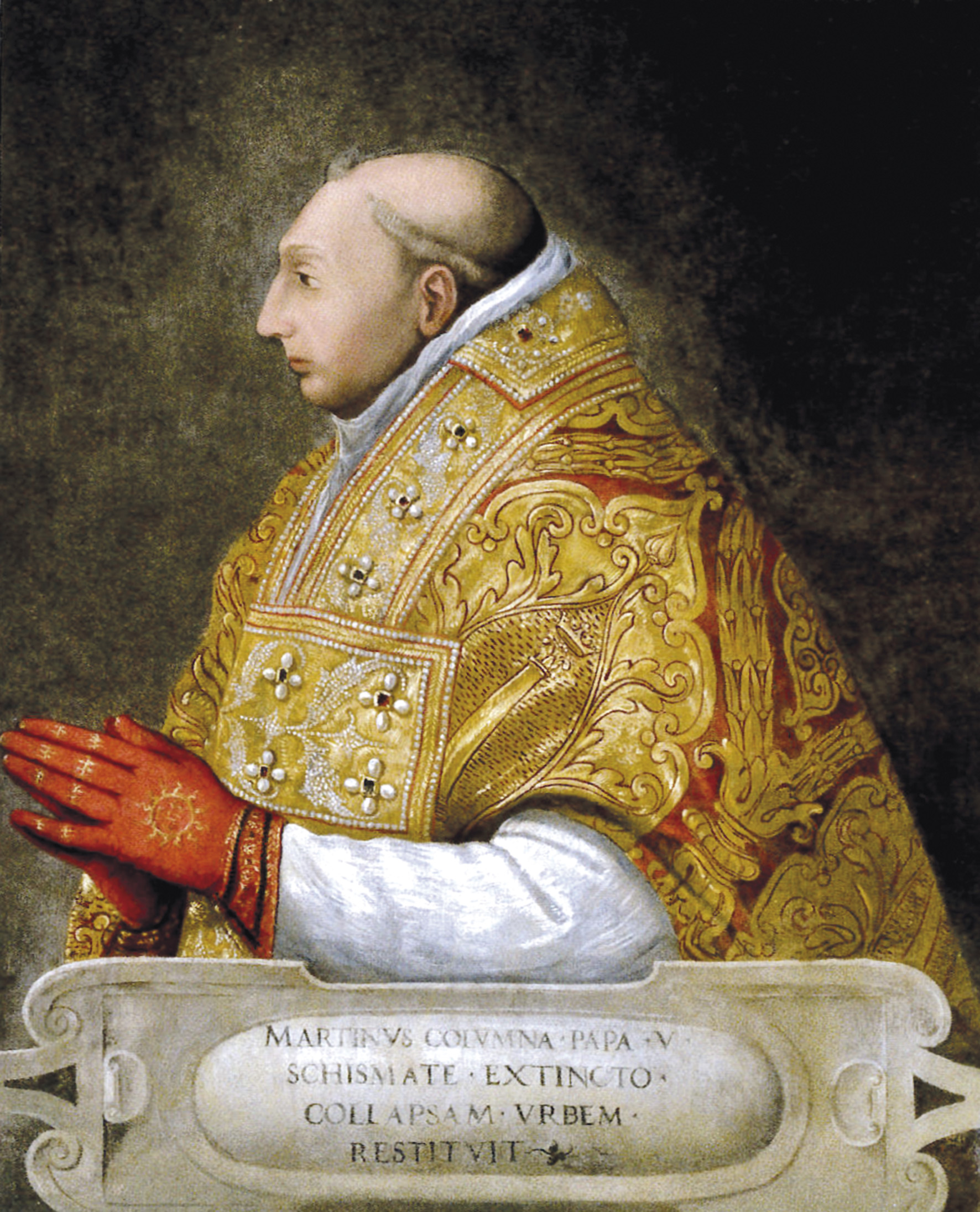
Papež Martin V.

Mocní tohoto světa netoužili po daleké pouti, zvláště když od dob papeže Bonifáce IX. jim bylo umožněno získat jubilejní odpustky pohodlně doma. Poprvé od roku 1300 vzbuzovaly vnitrocírkevní poměry naději, že Svatý rok proběhne klidně. Pominula mezitím doba, kdy byli dva a nakonec i tři navzájem se obviňující papežové. Na stolec svatého Petra zasedl muž svorně zvolený a sídlící v Římě – papež Martin V. Pocházel z jedné větve rodu Colonnů a vynikal od mládí nejen znalostí práva, ale také ctnostmi. Svou osobností okouzloval své okolí. Přitom byl i geniální organizátor. Proto ho už papež Jan XXIII. jmenoval kardinálem. Když kostnický koncil Jana XXIII. sesadil jako neprávně zvoleného papeže, kardinál Odo Colonna byl v Kostnici zvolen 11. listopadu 1417 po tolika letech svorně papežem. Že se volba, konaná narychlo v upraveném obchodním domě, skončila na svátek svatého Martina, vyvolil si nový papež jeho jméno.
Papež Martin V. však stanul před branami Říma v den svatého Václava roku 1420, až za téměř tři roky po řádném uzavření Kostnického koncilu a po delším pobytu v městech na cestě do Věčného města. Římané ovšem jásali, neboť poprvé po 135 letech byl papežem opět jejich krajan.
Zřícená Lateránská bazilika, polorozpadlé město a sesutím hrozící bazilika svatého Petra, to bylo smutné dědictví, jež nový papež přejímal. Musel tedy odjinud povolat schopné umělce a řemeslníky, aby baziliky opravili, prorazili městem nové ulice a obnovili zřícené mosty přes řeku Tiberu.
Neméně nesnadným úkolem bylo i uklidnění tradičně nepřátelských a vzájemně se vraždících římských šlechtických rodin a rozprášení lupičských band, jež se rozmohly za hradbami města, a starat se o veřejnou bezpečnost. Papež neudržoval silné vojsko, ale zato musel zřídit jakýsi policejní sbor. Kronikáři zaznamenali, že za jeho doby bylo možno nést bezpečně Římem i zlato na otevřené dlani, aniž se bylo třeba obávat okradení. Římané po jeho smrti, kdy už nebylo třeba mu lichotit, vyjádřili svou vděčnost na jeho náhrobku před hlavním oltářem Lateránské baziliky, kde se i ve 21. století lze dočíst, že byl otcem vlasti a štěstím svých dnů.

#### Studie a články
- Anni Santi (Gli). Torino: [s.n.], 1934. (italsky)
- BARGELLINI, Piero. L'Anno Santo nella storia, nella letteratura e nell’ arte. Florencie: [s.n.], [1974]. 318 s. (italsky)
- CASTELLI, Giulio. Gli Anni Santi. Il grande perdono. Rocca S. Casciano: [s.n.], 1949. (italsky)
- CECCHETTI, I. The Sublime City. Washington – Řím: Frediani G, 1950. (anglicky)
- CECCHETTI, I. Roma nobilis. L’idea, la missione, le memoria. Il destino di Roma. Řím: Cechetti I., 1950. (italsky)
- Storia e typografia dell’ Anno Santo. Vatikán: Comitato centrale per l’Anno Santo, 1974. (italsky)
- DE BLASI, Jolanda. Giubileo. Racconto di sei secoli e mezzo (1300–1950). Florencie: Del Turco Ed., 1950. 624 s. (italsky)
- DI MEGLIO, S. Breve storia dell’Anno Santo. Siena: [s.n.], 1973. (italsky)
- DUMEIGE, G. L’accueil de Rome aux pelegrins du Jubilé de 1575 (přednáška v Centre d’Études saint Louis de France, 10. prosince 1974). [s.l.]: [s.n.] (francouzsky)
- DVPRÉ THESEIDER, E. Roma dal Comune del popolo alla Signoria pontificia (1252–1377). [s.l.]: [s.n.], 1952. (italsky)
- FRUGONI, A. La devozione dei Bianchi del 1399. In:  L’attesa dell’età nuova nella spiritualità della fine del medio evo. [s.l.]: Todi, 1962. S. 232–248. (italsky)
- GALUZZI, A. Gli Anni Santi nell’età moderna, v: Schede di storia della Chiesa nell’età moderna. Řím: [s.n.], 1994–19952. S. 265–324. (italsky)
- GORDINI, G. D. Storie dei pellegrini, di briganti e di anni santi, (Chiesa sotto inchiesta, 3). Torino: [s.n.], [1974]. (italsky)
- MARONI LOMBROSO, M; MARTINI, A. Le confraternite romane nelle loro Chiese. Řím: [s.n.], 1963. (italsky)
- MARTIRE, E. Santi e Birboni. Luci ed ombre nella storia dei giubilei. Milano: [s.n.], 1950. (italsky)
- MELIS, F. Movimenti di popoli e motivi economici nel giubileo del 1400; v: Miscellanea Gilles Gerard Meerseman, I,. Padova: [s.n.], 1970. S. 343–367. (italsky)
- Mostra documentaria degli Anni Santi (1300–1975). Vatikán: [s.n.], 1975. (italsky)
- PASTOR, L., von. Storia dei papi dalla fine del medio evo ..., 20 sv.. 1950–1963 (fototypické vyd. 1971). vyd. Řím: [s.n.] (italsky)
- POLC, Jaroslav Václav. De origine festi Visitazione. Řím: (Coronas Lateranensis, 9A), 1967. (italsky)
- POLC, Jaroslav Václav. La festa della Visitazione e il Giubileo del 1390. Rivista di storia della Chiesa in Italia 29. 1975, s. 149–172. (italsky)
- SCHMIDT, H. Bullarium Anni Sancti. Řím: [s.n.], 1949. (latinsky)
- SECRET, F. Le „Tractatus de anno Jubilaei de Lazaro da Viterbo. Grégoire XIII e la Kabbale chrétiénne, Rinascimento“, serie II., 6. 1966, s. 305–333. (italsky)
- Storia e topografia dell’Anno Santo. Vatikán: Comitato centrale per l’Anno Santo, 1974. (italsky)

#### Periodika
- Acta Sanctae Sedis (–1904). Acta Apostolicae Sedis. (–1904). (latinsky)
- Anno Santo, Řím. 1973–1975. (italsky)
- Civiltà Cattolica (La), Řím (italsky)
- Jubilaeum. Ephemerides Anni Sancti, Città del Vaticano. [1974/1975].
- Nový život, Řím
- L'Osservatore Romano, Città del Vaticano (italsky)